# Hanna Suchocka
Hanna Stanisława Suchocka (f. 3. april 1946 i Pleszew) er polsk politiker og jurist. Polens premierminister i årene 1992–1993, justitsminister i Jerzy Buzeks regering, doktor i jura ved Adam Mickiewicz-Universitetet, siden 2001 Polens ambassadør i Vatikanet.
| Efterfulgte: Waldemar Pawlak | Polens premierminister 1992–1993 | Efterfulgtes af: Waldemar Pawlak |

1. ↑  Navnet er anført på bokmål og stammer fra Wikidata hvor navnet endnu ikke findes på dansk.
2. ↑  Navnet er anført på engelsk og stammer fra Wikidata hvor navnet endnu ikke findes på dansk.
3. ↑  Navnet er anført på bokmål og stammer fra Wikidata hvor navnet endnu ikke findes på dansk.
4. ↑  Navnet er anført på engelsk og stammer fra Wikidata hvor navnet endnu ikke findes på dansk.
5. ↑  Navnet er anført på bokmål og stammer fra Wikidata hvor navnet endnu ikke findes på dansk.